# Henri Garry
 (mai 2018).
Si vous disposez d'ouvrages ou d'articles de référence ou si vous connaissez des sites web de qualité traitant du thème abordé ici, merci de compléter l'article en donnant les références utiles à sa vérifiabilité et en les liant à la section « Notes et références ».
Henri Garry (Vierzon, 1909 - Buchenwald, 1944) fut, pendant la Seconde Guerre mondiale, un agent français du service secret britannique Special Operations Executive.

## Famille
- Sa femme : Marguerite Nadaud. Mariage le 29 juin 1943. Voir plus loin la section Marguerite Garry qui lui est dédiée.

## Éléments biographiques
Émile Auguste Henri Garry naît le 2 avril 1909, à Vierzon.
Garry commence à travailler activement en début 1942 comme agent de liaison d'un réseau action du SOE, le réseau VENTRILOQUIST de Philippe de Vomécourt, dans la région de Lyon et de Limoges, mais perd tout contact au moment de l’arrestation de celui-ci, le 13 novembre 1942.
En décembre 1942, il rencontre France Antelme, à qui il a été recommandé par « Gaspard ». Grâce à Garry, Antelme rencontre Mlle Margot Nadeau, secrétaire au ministère de l’Agriculture et du Ravitaillement, 78, rue de Varenne. Elle essaye d’arranger une réunion entre Antelme et le ministre, Max Bonnafous. Ce dernier semble y consentir, mais, au dernier moment, perd courage et refuse de recevoir Antelme. En janvier 1943, Antelme recrute Garry sur place comme agent du Special Operations Executive, avec le grade d’officier. En février, grâce à Garry, Antelme prend contact avec Maurice Roland et M. Vassart, procureur de la République à Troyes, et par leur intermédiaire, forme le comité de réception pour Troyes, que Benjamin Cowburn viendra diriger en avril. Sur la recommandation d'Antelme, Francis Suttill, l'organisateur du réseau Prosper-PHYSICIAN place Garry à la tête de l’organisation du Mans. Le 16 avril 1943, il est nommé organisateur et chef de mission pour la Sarthe, la Mayenne et l'Eure-et-Loir pour monter et diriger le réseau PHONO (appelé d’abord CINEMA, puis renommé PHONO par la section F). Il y forma plusieurs groupes de sabotage et des comités de réception d'armes sur une grande échelle.
Été 1943. Voir article consacré à son opérateur radio Noor Inayat Khan. Il demeure alors 40 rue Erlanger (Paris),.
Henri Garry et sa femme sont arrêtés le 18 octobre 1943 au 98 rue de la Faisanderie, à Paris. Il est gardé quelques jours dans une annexe de la Gestapo, place des États-Unis, avant d'être emprisonné à Fresnes.
Henri Garry est exécuté à Buchenwald le 12 septembre 1944, pendu au crématoire.

## Marguerite Garry
Madame Garry, veuve de celui qui fut le chef du réseau Béliard-PHONO-CINEMA, est décédée le 15 janvier 2007 à Gourdon (département du Lot), à l’âge de 93 ans. Ses obsèques ont eu lieu à Marminiac, où elle vécut ses trente dernières années et où elle avait su faire venir bien des artistes et encourager le développement des activités culturelles. Elle n’avait pas hésité à faire signer par le ministre dont elle était la secrétaire, à Vichy, un ordre de mission destiné à faciliter les déplacements de France Antelme (Renaud-Bricklayer), alors en opérations en France. La dignité et la générosité dont elle a fait preuve à Ravensbrück et tout au long de la sinistre « marche de la mort » d’avril 1945 lui avaient valu l’admiration de ses camarades de souffrance et le respect de tous. Elle était officier de la Légion d’honneur.

## Reconnaissance
- En tant que l'un des 104 agents du SOE section F morts pour la France, Henri Garry est honoré au mémorial de Valençay (Indre).
- Brookwood Memorial, Surrey, panneau 22, colonne 1.
- au camp de Buchenwald, une plaque, inaugurée le 15 octobre 2010, honore la mémoire des officiers alliés du bloc 17 assassinés entre septembre 1944 et mars 1945, notamment vingt agents du SOE, parmi lesquels figure « Garry, Lt. E.A.H. ».

## Distinctions

### France
Il est reconnu « Déporté résistant »,.
- Chevalier de la Légion d'honneur ;
- Médaille de la Résistance française par décret du 11 mars 1947[11] ;
- Croix de guerre 1939–1945.

### Royaume-Uni
- Mentioned in Despatches.